# Zlatníky
Zlatníky es un municipio del distrito de Bánovce nad Bebravou en la región de Trenčín, Eslovaquia, con una población estimada a final del año 2024 de 694 habitantes.
Se encuentra ubicado en el centro-sur de la región, cerca del río Bebrava (cuenca hidrográfica del río Danubio) y de la frontera con la región de Nitra.

## Demografía
| Año        | 1994 | 2004    | 2014    | 2024    |
| ---------- | ---- | ------- | ------- | ------- |
| Población  | 706  | 726     | 684     | 694     |
| Diferencia |      | +2,83 % | −5,78 % | +1,46 % |

| Año        | 2023 | 2024    |
| ---------- | ---- | ------- |
| Población  | 689  | 694     |
| Diferencia |      | +0,72 % |